# Levi (Familienname)
Levi oder Lévi ist ein von dem gleichlautenden männlichen Vornamen abgeleiteter Familienname.

## Varianten
- Levine[1]

## Namensträger

### A
- Abraham ben Eliezer ha-Levi (um 1460–um 1529), spanischer Kabbalist und messianischer Visionär
- Ahto Levi (1931–2006), russisch-estnischer Schriftsteller
- Alda Levi (1890–1950), italienische Klassische Archäologin
- Amir Levi (* 1977), israelischer Badmintonspieler
- Angelika Levi (* 1961), deutsche Filmemacherin, Drehbuchautorin, Kamerafrau
- Arrigo Levi (1926–2020), italienischer Journalist, Schriftsteller und TV-Moderator
- Arthur Levi (1873/1878–1945), deutscher Architekt, 1938 Emigration nach Großbritannien
- Artur Levi (1922–2007), deutscher Hochschullehrer und Politiker (SPD), Oberbürgermeister von Göttingen

### B
- Benedikt Levi (1806–1899), Rabbiner in Gießen
- Benjamin Levi (1863–1939), deutscher Fabrikant (1936 Auswanderung nach Haifa)
- Beppo Levi (1875–1961), italienischer Mathematiker
- Behrend Levi (um 1600–1666), deutsch-jüdischer Hoffaktor in Brandenburg

### C
- Carlo Levi (1902–1975), italienischer Schriftsteller
- Claude Lévi-Strauss (1908–2009), französischer Ethnologe und Anthropologe

### D
- David Levi (Hebraist) (1742–1799/1801), englischer Hebraist und Übersetzer
- David Levi (Rabbiner) (Salomon David Schulmann, David Levi Schulmann; David Levin Schulmann; David Schulmann; 1757–1814), Unterrabbiner in Hildesheim und Paderborn
- David Levi (Dichter) (1816–1898), italienischer Dichter und Politiker
- David Levi (Pokerspieler) (* 1962), israelischer Pokerspieler
- David Levi (Musiker) (* 1994), US-amerikanischer Musiker und Schauspieler
- Deborah Levi (* 1997), deutsche Bobfahrerin
- Doro Levi (1898–1991), italienischer Archäologe, Direktor der Scuola Archeologica Italiana di Atene

### E
- Edward H. Levi (1911–2000), US-amerikanischer Jurist und Politiker
- Elias Levi (1469–1549), deutscher Philologe, Rabbi, jüdischer Humanist und jiddischer Dichter siehe Elijah Levita
- Éliphas Lévi (1810–1875, eigentlich Alphonse Louis Constant), französischer Okkultist und Schriftsteller
- Else Levi-Mühsam (1910–2004), deutsche Bibliotheksleiterin
- Éric Lévi (* 1955), französischer Musiker
- Erik Levi (* 1949), britischer Musikwissenschaftler
- Ernst Levi (Jurist, 1865) (1865–1940/1941), deutscher Jurist, Richter und Funktionär, Emigration in die USA
- Ernst Levi, siehe Benjamin Halevi (1910–1996), deutsch-israelischer Richter und Politiker
- Eugenio Elia Levi (1883–1917), italienischer Mathematiker
- Évariste Lévi-Provençal (1894–1956), französischer Orientalist und Islamwissenschaftler
- Ezio Levi (1884–1941), italienischer Philologe und Hispanist

### F
- Filipo Levi (* 1979), samoanischer Rugby-Union-Spieler
- Franco Levi (1914–2009), italienischer Bauingenieur
- Friedrich Wilhelm Levi (1888–1966), deutscher Mathematiker
- Fritz Levi (1901–1966), deutscher Physiker

### G
- Galit Levi (* 1971), israelische Modedesignerin
- Georges Montefiore-Levi (1832–1906). britisch-belgischer Ingenieur, Metallurg, Unternehmer, Philanthrop und Mäzen
- Gerron S. Levi (* 1968), US-amerikanischer Politiker (Maryland)
- Gerson Levi († 1839), Rabbiner, siehe Jüdische Gemeinde Wiesenbronn
- Giovanni Levi (* 1939), italienischer Historiker
- Giuseppe Levi (1872–1965), italienischer Naturwissenschaftler
- Guido Levi (1896–1986), italienischer Antifaschist

### H
- Hans Wolfgang Levi (1924–2017), deutscher Ingenieur und Kernchemieexperte
- Hagai Levi (* 1963), israelischer Drehbuchautor, Regisseur und Produzent
- Herbert Walter Levi (1921–2014), deutschamerikanischer Zoologe
- Hermann Levi (1839–1900), deutscher Dirigent
- Hilde Levi (1909–2003), deutsch-dänische Physikerin
- Howard Levi (1916–2002), US-amerikanischer Mathematiker
- Hugo Levi-Lerse (1877–1944), deutscher Arzt

### I
- Ijahman Levi (Trevor Sutherland; * 1946), jamaikanischer Reggae-Musiker
- Isaac Levi (1930–2018), US-amerikanischer Philosoph

### J
- Jakob Levi (?–1930), deutscher Fabrikant
- James Levi (* 1942), US-amerikanischer Jazz-Schlagzeuger
- Jehoschua ben Levi (3. Jahrhundert), israelischer Gelehrter
- Joel Levi (1938–2014), israelischer Rechtsanwalt
- Jonathan Levi (* 1996), schwedischer Fußballspieler
- Joseph Levi (1865–1930), deutscher Rabbiner

### K
- Karl Levi, deutscher Fußballspieler und -funktionär

### L
- Lennar Levi (* 1930), schwedischer Arbeitsmediziner und Politiker
- Leopold Levi (1870–1968), US-amerikanischer Fabrikant sowie Verbandsfunktionär
- Lionello Levi Sandri (1910–1991), italienischer Europapolitiker
- Lior Levi (* 1987), israelischer Fußballspieler

### M
- Marco Levi Bianchini (1875–1961), italienischer Arzt und Psychoanalytiker
- Margaret Levi (* 1947), US-amerikanische Politikwissenschaftlerin
- Mario Levi (1957–2024), türkischer Autor und Journalist
- Max Levi (Bildhauer) (1863–1912), deutscher Bildhauer
- Max Levi (Kaufmann) (1868–1925), deutscher Kaufmann und Mitbegründer der Salamander-Schuhgesellschaft mbH
- Mayer Levi (1814–1874), deutscher Chasan
- Meir ben Baruch ha-Levi († 1404), deutscher Rabbiner
- Mica Levi (* 1987), britische Musikerin und Komponistin
- Michael Levi (* 1948), britischer Kriminologe
- Monique Lévi-Strauss (* 1926), belgisch-französische Schriftstellerin
- Moritz Levi (1857–1942), US-amerikanischer Romanist
- Mosche Levi (1936–2008), israelischer Militär
- Moses Levi (1873–1938), deutscher Jurist
- Moses Uri ha-Levi (um 1543–1621/1625), Rabbiner
- Mozus Levi, lettischer Fußballspieler

### N
- Noel Levi (* 1942), papua-neuguineischer Politiker und Diplomat
- Nur Al Levi (* 1979), spanische Schauspielerin

### O
- Oshri Levi (* 1974), israelischer Fußballspieler

### P
- Paola Levi-Montalcini (1909–2000), italienische Malerin, Bildhauerin und Grafikerin
- Paolo Levi (1919–1989), italienischer Dramatiker und Drehbuchautor
- Paul Levi (1883–1930), deutscher Rechtsanwalt und Politiker (SPD)
- Paul Levi (Informatiker) (1944–2024), deutscher Informatiker und Hochschullehrer
- Paul Alan Levi (* 1941), US-amerikanischer Komponist
- Peter Levi (1931–2000), englischer Dichter
- Primo Levi (1919–1987), italienischer Schriftsteller

### R
- Rafael Levi (1685–1779), deutscher Mathematiker, Astronom, Naturphilosoph, Autor und Pädagoge
- Renée Levi (* 1960), Schweizer Künstlerin
- Riccardo Levi-Setti (1927–2018), US-amerikanischer Physiker und Trilobiten-Forscher
- Riso Levi (1866–1952), britischer Sachbuchautor
- Rita Levi-Montalcini (1909–2012), italienische Neurobiologin und Nobelpreisträgerin
- Robert Levi (1921–2002), Schweizer Jurist
- Robert H. Levi (1916–1995), US-amerikanischer Geschäftsmann
- Romano Levi (1928–2008), italienischer Künstler und Grappaproduzent
- Rudolf Levi (1863–1942), deutscher Fabrikant (gest. im KZ Theresienstadt)

### S
- Sali Levi (1883–1941), Rabbiner der alten Jüdischen Gemeinde in Mainz
- Samuel Levi (Chacham Baschi), jüdischer Gelehrter und Großrabbiner
- Samuel Levi (Rabbiner, 1751) (1751–1813), Rabbiner von Worms (1778–1808), Großrabbiner des Départements Mont-Tonnerre (1809–1813)
- Samuel Levi (1821–1884), deutscher Musikpädagoge, siehe Sigmund Lebert
- Sarit Yishai-Levi (* 1947), israelische Schauspielerin, Journalistin, Moderatorin und Autorin
- Shira Levi (* 1997), israelische Schauspielerin
- Shirli Levi (* 1996), israelische Schauspielerin
- Shmuel Levi (1884–1966), israelischer Maler
- Stella Levi (* Mai 1923), griechisch-jüdische Frau, hat den Holocaust im Konzentrationslager Auschwitz überlebt, lebt in New York und erzählt als Zeitzeugin
- Sylvain Lévi (1863–1935), französischer Ideologe und Orientalist

### T
- Tamara J. Levi, US-amerikanische Historikerin
- Tullio Levi-Civita (1873–1941), italienischer Mathematiker

### U
- Uri Phoebus ha-Levi (1625–1715), jüdischer Verleger

### W
- Wayne Levi (* 1962), US-amerikanischer Golfer
- Werner Levi (1912–2005), US-amerikanischer Politikwissenschaftler
- Wilhelm Levi, siehe Wilhelm Lindeck (1833–1911), deutscher Bankprokurist
- Wilhelm Levi (vor 1875–1952), deutscher Kaufmann (Emigration 1939)

### Y
- Yehuda Levi (* 1979), israelischer Schauspieler und Musiker
- Yoel Levi (* 1950), israelischer Dirigent
- Yohanan Levi (1901–1945), deutscher Klassischer Philologe, siehe Yohanan Lewy
- Yonit Levi (* 1977), israelische Nachrichtensprecherin, Fernsehmoderatorin und Journalistin

### Z
- Zachary Levi (* 1980), US-amerikanischer Schauspieler